# Gazauto
 (avril 2015).
Si vous disposez d'ouvrages ou d'articles de référence ou si vous connaissez des sites web de qualité traitant du thème abordé ici, merci de compléter l'article en donnant les références utiles à sa vérifiabilité et en les liant à la section « Notes et références ».
Gazauto est la marque déposée d'un gazogène au charbon de bois, breveté par M. Libault en 1936.

## Concept et prototype
Pendant la guerre 1914-1918, M. Libault voit pour la première fois un véhicule équipé au gazogène. Cela lui donne l’idée une fois rentré de s’intéresser au procédé et de l’améliorer. 
Il faut d’abord choisir quel combustible employer, les gazogènes pouvant fonctionner au bois, au charbon de bois, ou charbon. Son désir de trouver une source d’énergie vraiment locale le fait opter pour le bois et le charbon de bois. La Nièvre est en effet un département dont près d’un tiers du sol est occupé par la forêt. 
M. Libault effectue des essais comparatifs entre alimentation au bois et au charbon de bois qui l’amènent à choisir le charbon de bois.
Il remarque, en effet, que le gazogène à bois nécessite une épuration parfaite de l’eau et des goudrons produits par la combustion, et que celle-ci ne peut se faire que dans un appareillage encombrant, lourd et aussi coûteux. D’autre part, si le bois est relativement bon marché, la manutention, le sciage en petits morceaux, le stockage pour le sécher en font un combustible plus cher que le charbon de bois. 
Le charbon de bois est plus facile à transporter puisque pour remplacer 5 litres d’essence, il faut compter 12 kilogrammes de bois ou 6 kilogrammes de charbon de bois.
Un gazogène à charbon de bois est donc progressivement mis au point avec les caractéristiques suivantes, qui sans cesse améliorées, vont en faire l’un des meilleurs gazogènes à charbon de bois :
- foyer en acier spécial supprimant les garnitures réfractaires ;
- tuyère infusible à refroidissement par air, résistant aux hautes températures du foyer, avec clapet d’aspiration d’air empêchant à l’arrêt les retours de flamme ;
- cendrier-grille assurant une marche parfaite pendant une longue distance, et ceci sans nettoyage du foyer. Ce dispositif supprime ainsi la perte de puissance provoquée par la dépression exagérée dans le générateur due à la formation des cendres et mâchefers au bout d’un certain kilométrage ;
- épurateur à triple effet assurant : la déshumidification du gaz, la précipitation des grosses poussières, l’épuration définitive et absolue des gaz sur tissus spéciaux. Un dispositif de montage de ces tissus sur cadres élastiques permet un nettoyage presque automatique de ceux-ci ;
- mélangeur à réglage d’air automatique, véritable carburateur à gaz, permettant la marche au gaz sans qu’il soit nécessaire de régler l’air à chaque instant.

Ce gazogène, intitulé par M. Libault « Le Gazauto », permet donc un allumage rapide, un départ instantané et un long parcours sans nettoyage du foyer ni de l’épuration. Et quand ce travail est nécessaire, il s’accomplit en quelques minutes et sans effort. Enfin, le rechargement de la trémie se fait aussi rapidement que le remplissage d’un réservoir à essence et sans arrêt du moteur, par une porte de grand diamètre, dont la fermeture étanche s’opère automatiquement, par quelques tours de vis.
La mise au point du Gazauto est pratiquement terminée en 1936. Il est à noter que ce gazogène fut mis au point sans ingénieur et sans bureau d’études par des personnes ayant un sens inné de la mécanique, progressant par essais successifs. Ainsi, un véritable instinct de la solution idéale permit à M. Libault et à son équipe de trouver la forme et la composition de la tuyère infusible. 

## Brevets
Le 2 janvier 1936, M. Libault dépose son premier brevet concernant le Gazauto au charbon de bois.
Il porte sur le montage d’ensemble et s’intitule « Perfectionnements aux installations et notamment aux gazogènes, aux épurateurs et aux mélangeurs utilisés pour l’alimentation des moteurs ».
Les principaux éléments du montage sont repris dans des brevets ultérieurs.
Le 27 mars 1936 est déposé le brevet concernant « la tuyère perfectionnée ». Le 28 mai 1936, c’est « l’épurateur à dépoussiérage automatique », et le 5 septembre 1936 « le refroidisseur-dépoussiéreur auto-régulateur de température à réglage thermostatique ».
le 19 janvier 1939 « le mélangeur ». 
La recherche concernant le gazogène à bois et à charbon n’est pas pour autant abandonnée puisque le 3 novembre 1939, M. Libault dépose son brevet concernant le « gazogène perfectionné pour combustibles minéraux », 
le 15 septembre 1941 son brevet concernant « le générateur polycombustible de gaz pauvre » et le 20 avril 1942 son brevet concernant des « perfectionnements aux gazogènes à bois ». 
La plupart de ces brevets seront déposés dans des pays étrangers. Ainsi le brevet principal du 2 janvier 1936 en Allemagne, Autriche, Espagne, Italie, Portugal. Le Gazauto sera construit sous licence dans de nombreux pays.

## Essais officiels
Le 24 novembre 1936un Gazauto est essayé à la Station Centrale d'Essais des Machines du ministère de l'Agriculture.
Le résultat est concluant : le gazogène a consommé 0,456 kg de charbon de bois par cheval-heure développé sur l'arbre moteur à la puissance de 36,5 ch et 1 304 tr/min, bien que la fermeture imparfaite du gazogène ait pu accidentellement, pendant 10 min environ, provoquer une baisse sensible de puissance. Le poids du charbon de bois consommé à l'heure étant de 16,63 kg.
En juin-juillet 1939un autre essai officiel est fait par la Commission d’Expériences de l’Armée. Les essais sont effectués sur un camion Rochet-Schneider type 420, pesant 10 t en charge. La distance parcourue est de 3 088 km sur le circuit Vincennes-Jossigny, particulièrement difficile en raison de ses cent virages et ses côtes à pourcentage important. L’expérience dure 72 heures à une vitesse moyenne de 43,08 km/h. La consommation de charbon est de 42,400 kg. La côte de Torcy (800 m à 6 %) est montée en 35 s, le plat de Jossigny (500 m en lancé) est effectué en 28 s. L’armée satisfaite de cet essai achète le camion.